# Heliópolis
Heliópolis là một đô thị thuộc bang Bahia, Brasil. Đô thị này có diện tích 324,005 km², dân số năm 2007 là 14122 người, mật độ 43,59 người/km².